# Aeonium haworthii
Aeonium haworthii ist eine Pflanzenart aus der Gattung Aeonium in der Familie der Dickblattgewächse (Crassulaceae).

## Beschreibung

### Vegetative Merkmale
Aeonium haworthii wächst als mehrjähriger, dicht verzweigter Kleinstrauch und erreicht Wuchshöhen von bis zu 60 Zentimeter. Die fast kahlen, etwas netzartig gemusterten, aufsteigenden oder hängenden, gewundenen Triebe weisen einen Durchmesser von 3 bis 6 Millimeter auf. Ihre ziemlich flachen Rosetten erreichen einen Durchmesser von 6 bis 11 Zentimeter. Die inneren Blätter sind mehr oder weniger aufrecht. Die verkehrt eiförmigen, grünen oder gelblich grünen, oft sehr stark bläulich überhauchten, fast kahlen Laubblätter sind 3 bis 5,5 Zentimeter lang, 1,5 bis 3 Zentimeter breit und 0,25 bis 0,4 Zentimeter dick. Zur Spitze hin sind sie zugespitzt und geschwänzt. Die Basis ist keilförmig. Der Blattrand ist mit gebogenen Wimpern besetzt, die 0,4 bis 0,8 Millimeter lang sind. Die Blätter sind entlang des Randes oft rötlich variegat.

### Generative Merkmale
Der lockere, halbkugelförmige Blütenstand weist eine Länge von 6 bis 16 Zentimeter und eine Breite von 6 bis 16 Zentimeter auf. Der Blütenstandsstiel ist 1 bis 9 Zentimeter lang. Die sieben- bis neunzähligen Blüten stehen an einem 2 bis 12 Millimeter langen, kahlen Blütenstiel. Ihre Kelchblätter sind kahl. Die blassgelben bis weißlichen, rosa variegaten, lanzettlichen, zugespitzten Kronblätter sind 7 bis 9 Millimeter lang und 1,2 bis 1,8 Millimeter breit. Die Staubfäden sind fast kahl bis spärlich schwach flaumhaarig.
Die Blütezeit ist April bis Mai.

### Chromosomenzahl
Die Chromosomenzahl beträgt 2n = 72.

## Systematik und Verbreitung
Aeonium haworthii ist im Norden von Teneriffa in Höhen von bis zu 1000 Metern verbreitet.
Die Erstbeschreibung durch Philip Barker Webb und Sabin Berthelot wurde 1840 veröffentlicht.

## Nachweise